# Agromyza phylloposthia
Agromyza phylloposthia este o specie de muște din genul Agromyza, familia Agromyzidae, descrisă de Mitsuhiro Sasakawa în anul 2008.
Este endemică în Turcia. Conform Catalogue of Life specia Agromyza phylloposthia nu are subspecii cunoscute.